# Dorsum Owen

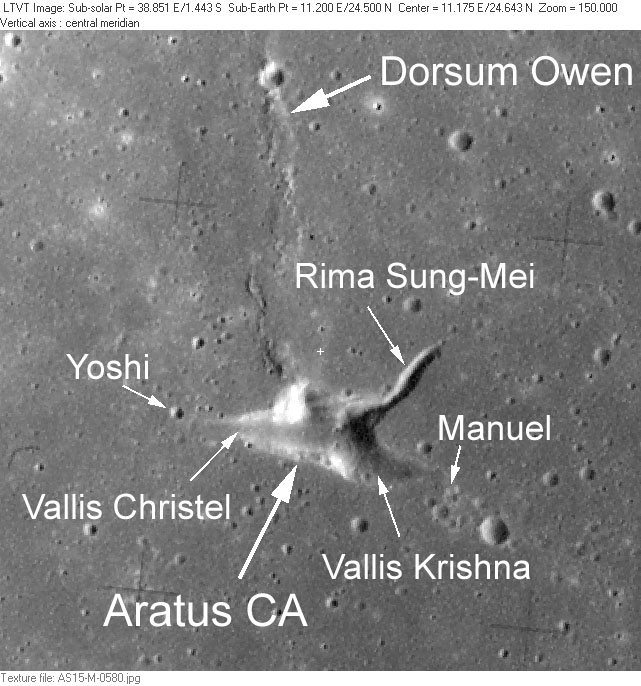
Dorsum Owen na zdjęciu z misji Apollo 15

Dorsum Owen – grzbiet na powierzchni Księżyca o długości około 34 km. Jego środek znajduje się na współrzędnych selenograficznych ☾ 25,14°N 11,09°E/25,140000 11,090000. Dorsum Owen znajduje się na obszarze Mare Serenitatis.
Nazwa grzbietu została nadana w 1976 roku przez Międzynarodową Unię Astronomiczną i pochodzi od George'a Owena (1552-1613), walijskiego przyrodnika.